# Адамс (округ, Колорадо)
Шаблон:StateAbbr_ 39°52′ пн. ш. 104°21′ зх. д. / 39.87° пн. ш. 104.35° зх. д.
Округ Адамс (англ. Adams County) — округ (графство) у штаті Колорадо, США. Ідентифікатор округу 08001.

## Історія
Округ утворений 1901 року.

## Демографія
За даними перепису
2000 року
загальне населення округу становило 363857 осіб, зокрема міського населення було 349886, а сільського — 13971.
Серед мешканців округу чоловіків було 184476, а жінок — 179381. В окрузі було 128156 домогосподарств, 92081 родин, які мешкали в 132594 будинках.
Середній розмір родини становив 3,27.
Віковий розподіл населення поданий у таблиці:
| Стать    | До 15 років | 15-21 | 22-29 | 30-39 | 40-49 | 50-65 | 65-85 | Понад 85 |
| -------- | ----------- | ----- | ----- | ----- | ----- | ----- | ----- | -------- |
| Чоловіки | 44963       | 19349 | 24958 | 32860 | 27696 | 22532 | 11380 | 738      |
| Жінки    | 43111       | 17370 | 22699 | 30259 | 26079 | 23599 | 14452 | 1812     |

## Суміжні округи
- Велд — північ
- Морган — північний схід
- Вашингтон — схід
- Арапаго — південь
- Денвер — південь
- Джефферсон — захід
- Брумфілд — північний захід

## Виноски
1. ↑  U.S. Decennial Census. United States Census Bureau. Архів оригіналу за 26 квітня 2015. Процитовано 7 червня 2014.
2. ↑  Historical Census Browser. University of Virginia Library. Архів оригіналу за 11 серпня 2012. Процитовано 7 червня 2014.
3. ↑  Population of Counties by Decennial Census: 1900 to 1990. United States Census Bureau. Архів оригіналу за 31 липня 2014. Процитовано 7 червня 2014.
4. ↑  Census 2000 PHC-T-4. Ranking Tables for Counties: 1990 and 2000 (PDF). United States Census Bureau. Архів оригіналу (PDF) за 18 грудня 2014. Процитовано 7 червня 2014.
5. ↑  State & County QuickFacts. United States Census Bureau. Архів оригіналу за 7 липня 2011. Процитовано 7 червня 2014. [Архівовано 2011-07-07 у Wayback Machine.](англ.) Наведено за англійською вікіпедією.
6. ↑  American FactFinder. Бюро перепису населення США. Архів оригіналу за 26 лютого 2012. Процитовано 31 січня 2008. [Архівовано 2008-05-21 у Wayback Machine.]

| США | Це незавершена стаття з географії США. Ви можете допомогти проєкту, виправивши або дописавши її. |